# Fiction Factory
Fiction Factory est un groupe new wave britannique formé en 1982 par Kevin Patterson, Eddie Jordan, Chic Medley, Graham McGregor et Mike Ogletree. Le groupe se fit connaître pendant les années 1980, notamment avec leur titre phare (Feels Like) Heaven.

## Discographie

### Albums
- Throw the Warped Wheel Out, Columbia, 1984
- Another Story, Virgin, 1985

### Singles
- 1983,
  - "Ghost of Love"
  - "(Feels Like) Heaven"
- 1984,
  - "All or Nothing"
  - "Not the Only One"
- 1985,
  - "No Time"
  - "Standing at the Top of the World"